# Blue Wings
Blue Wings — ныне несуществующая  немецкая авиакомпания, базировавшаяся в аэропорту Дюссельдорфа (головной офис в Бохольте). Осуществляла регулярные и чартерные рейсы из Дюссельдорфа в Москву, Санкт-Петербург и ряд турецких городов.
Компания прекратила полёты 31 марта 2009 года в связи с финансовыми затруднениями и отзывом лицензии.
13 января 2010 года компания полностью прекратила свою деятельность.

## География полётов
Авиакомпания Blue Wings осуществляла регулярные рейсы в следующие города:
| Европа - Москва - Санкт-Петербург - Стамбул Азия - Анкара - Анталья - Бодрум - Даламан - Кайсери |

С середины июня 2009 года компания выполняла полёты из Мюнстера и Баден-Бадена в Москву. Анонсировались также рейсы из Лейпцига в Москву.

## История
Авиакомпания была основана в 2002 году как чартерный авиаперевозчик и начала осуществлять рейсы в 2003-м. Тогда у Blue Wings имелся лишь один арендованный Аэробус А320. Авиакомпания получила сертификат 27 июня 2003 и спустя месяц начала полёты. В июне 2006 года, российская корпорация НРК через свой швейцарский холдинг Alpstream приобрела 48 % пакета акций Blue Wings для создания низкобюджетной авиакомпании, базирующейся в Москве. Предполагаемый бренд будущего лоукостера — Национальные Крылья
Европейское агентство безопасности полетов (EASA) не продлило действие лицензии авиакомпании Blue Wings. Лицензия действовала до конца марта 2009 г.
Причина отзыва лицензии — отсутствие доказательств финансового благополучия авиакомпании, говорится в сообщении ведомства. Из-за финансовых сложностей Blue Wings власти Германии ограничили действие бессрочной лицензии Blue Wings уже с января. По правилам Евросоюза, авиакомпания должна зарезервировать на своих счетах средства, которых хватит на покрытие текущих расходов за три месяца.
В апреле 2009 г. Александр Лебедев, крупнейший акционер, запустил процедуру банкротства авиакомпании.
В мае 2009 года компания возобновила работу.
13 января 2010 года компания прекратила свою деятельность и полёты.

### Показатели деятельности
Пассажиропоток компании в 2008 году — 1,1 млн человек, выручка — €154 млн, прибыль не раскрывается.

## Флот
Средний возраст самолётов авиакомпании Blue Wings составлял 7,2 года..